# Finley Quaye
Finley Quaye (25 de març de 1974, Edimburg, Escòcia) és un músic de jazz britànic.
És fill del músic de jazz Cab Kaye i germà de Caleb Quaye i Terri Quaye. Va estudiar a Londres, Manchester i Edimburg. Va abandonar els estudis i abans de dedicar-se a la música va treballar pintant cotxes, fumant peix i amb altres feines.
Finley havia rebut influències de músics de jazz com Pete King, Ronnie Scott i Lionel Hampton. Finle, va estudiar a l'escola de Jazz de Ronnie Scot, a Londres. Duke Ellington és padrí de Quaye i també és una influència destacada en la seva obra.
A mitjans dels anys 90, Finley va firmar un contracte en solitari amb Polydor Records que el va obligar a traslladar-se a Nova York. Després de la ruptura del contracte, va començar a col·laborar amb Epic/Sony. A finals del 1997 va figurar en el Top 20 de la Gran Bretanya dues vegades, amb dos temes del seu àlbum "Maverick A Strike". Aquest disc també li va donar un premi en els BRIT Award.
Amb Epic va editar dos àlbums més: "Vanguard" (2000) i "Much More Than Much Love" (2004). El 2004, una cançó seva va ser incorporada com a banda sonora de la sèrie de televisió the O.C.. Aquesta mateixa cançó també apareix a la tele-sèrie Everwood. Ara Quaye viu i treballa a Berlín des de 2005.

## Discografia
- "Finley's Rainbow" - White Label (1993)
- Maverick A Strike - LP (1997)
- Vanguard - LP (2000)
- Much More Than Much Love - LP (2004)
- Dice - EP (2004)
- Oranges and Lemons - EP (2005)
- "For My Children's Love" 7" (2006)
- "We Are Dreamers" (gypsy flower) duet with Cathy Claret(2007)
- The Best Of The Epic Years 1995-2003 - LP (2008)
- Pound For Pound - LP (2008)
- Sound For Sound - LP (2008)